# Équipe d'Azerbaïdjan féminine de volley-ball
L'équipe d'Azerbaïdjan féminine de volley-ball est composée des meilleures joueuses azerbaïdjanaises sélectionnées par la Fédération azerbaïdjanaise de volley-ball (Azerbaycan Voleybol Federasiyasi, AVF). Elle est actuellement classée au 44e rang de la Fédération internationale de volley-ball au 11 juillet 2022.

## Selection actuelle
Sélection pour les Qualifications aux championnats d'Europe de 2011.
Entraîneur : Faig Garayg  ; entraîneur-adjoint : Aleksandr Chervyakov 

## Palmarès et parcours

### Palmarès
Néant

### Parcours

#### Championnats du monde
| - 1994 : 10e - 1998 : non qualifiée - 2002 : non qualifiée - 2006 : 14e - 2010 : non qualifiée - 2014 : 15e |

#### Championnats d'Europe
| - 1991 : non qualifiée - 1993 : non qualifiée - 1995 : non qualifiée - 1997 : non qualifiée - 1999 : non qualifiée - 2001 : non qualifiée - 2003 : non qualifiée - 2005 : 4e - 2007 : 12e - 2009 : 12e | - 2011 : 9e |

#### Grand Prix Mondial
| - 1993 : non qualifiée - 1994 : non qualifiée - 1995 : non qualifiée - 1996 : non qualifiée - 1997 : non qualifiée - 1998 : non qualifiée - 1999 : non qualifiée - 2000 : non qualifiée - 2001 : non qualifiée - 2002 : non qualifiée | - 2003 : non qualifiée - 2004 : non qualifiée - 2005 : non qualifiée - 2006 : 10e - 2007 : non qualifiée - 2008 : non qualifiée - 2009 : non qualifiée - 2010 : non qualifiée |

#### Ligue européenne
| - 2009 : non participant - 2010 : non participant - 2011 : non participant - 2013 : non participant - 2014 : 4e |